# Bopomofo
Bopomofo, službeno zhuyin fuhao (tradicionalni kineski: 注音符號; simplificirani kineski: 注音符号; pinyin: Zhùyīn Fúhào; približni izgovor: džujin fuhao) ili kraće zhuyin je jedno od pomoćnih pisama koji se koriste za transkripciju prvenstveno mandarinskog kineskog jezika, a rjeđe i drugih kineskih jezika poput tajvanskog jezika i jezika Hakka.
Za transkripciju mandarinskog koristi se koristi 37 simbola i četiri oznake za tonove. Povrh toga postoji još nekoliko desetaka simbola koji se koriste za transkripciju glasova iz drugih kineskih jezika.

## Naziv
Sam naziv bopomofo dolazi od prva po redu četiri simbola (ㄅㄆㄇㄈ) koja se izgovaraju otprilike kao "B P M F". Slova "o" između su dodana kako bi se olakšao izgovor govornicima drugih jezika.
Zhuyin fuhao (tradicionalni kineski: 注音符號; simplificirani kineski: 注音符号; pinyin: Zhùyīn Fúhào; približni izgovor: džujin fuhao) u prijevodu znači simboli za bilježenje izgovora. Prethodno ime je sadržavalo riječ zimu (kineski: 字母; pinyin: zìmǔ; približni izgovor: dz-mu), što bi u prijevodu značilo da je bopomofo abeceda sa slovima. Riječ u nazivu je promijenjena u simboli jer bi se slovima mogli zamijeniti kineski znakovi, što tada nije bila poželjna politička opcija.

## Povijest

### Nastanak
U tada novoosnovanoj Republici Kini, Komisija za ujedinjenje izgovora, predvođena jezikoslovcem Wu Zhihuijem je 1912. godine počela razvijati pismo za transkripciju nacionalnog jezika (tj. mandarinskog). Godine 1913. dovršena je prva inačica, a bopomofo je 1918. godine postao službeno pismo za transkripciju.
Kroz godine bopomofo je mijenjan nekoliko puta. Dodavani su novi simboli, najčešće za manje kineske jezike, ali su neki simboli i izbačeni iz upotrebe.

### Sadašnjost
Nakon dolaska komunista na vlast 1949. bopomofo je 1958. godine u Narodnoj republici Kini zamijenjen pinyinom, latiničnim pismom za transkripciju. Iako više nije u široj uporabi, u Narodnoj republici Kini se bopomofo još uvijek može pronaći u rječnicima kineskog jezika.
U Tajvanu se bopomofo i danas koristi kao glavno pismo za transkripciju. U uporabi je u školama kao pomoć školarcima za učenje kineskog pisma, kao i za tipkanje kineskog jezika na računalima i mobitelima. Tipkovnice koje se prodaju u Tajvanu, uz slova latinične abecede, najčešće imaju i bopomofo.
U drugim državama se ponegdje koristi za učenje mandarinskog kao stranog jezika, najviše u školama koje je osnovala dijaspora iz Tajvana.

## Simboli
ㄅㄆㄇㄈㄉㄊㄋㄌㄍㄎㄏㄐㄑㄒㄓㄔㄕㄖㄗㄘㄙㄧㄨㄩㄚㄛㄜㄝㄞㄟㄠㄡㄢㄣㄤㄥㄦ